# Rodeo (singel)
Rodeo – singel polskiej piosenkarki Blanki. Singel został wydany 22 września 2023.
Kompozycja znalazła się na 4. miejscu listy OLiA, najczęściej odtwarzanych utworów w polskich rozgłośniach radiowych. Nagranie otrzymało w Polsce status platynowego singla, przekraczając liczbę 50 tysięcy sprzedanych kopii.

## Geneza utworu i historia wydania
Utwór napisali i skomponowali Blanka Stajkow, Matias Keskiruokanen, Neea River i Eirik Gjendemsjø.
Singel ukazał się w formacie digital download 22 września 2023 w Polsce za pośrednictwem wytwórni płytowej Warner Music Poland.
We wrześniu piosenka została zaprezentowana podczas koncertu Rozśpiewany PGE Narodowy.

## „Rodeo” w stacjach radiowych
Nagranie było notowane na 4. miejscu w zestawieniu OLiA, najczęściej odtwarzanych utworów w polskich rozgłośniach radiowych.

## Teledysk
Do utworu powstał teledysk w reżyserii samej piosenkarki i Magic Mars, który udostępniono w dniu premiery singla za pośrednictwem serwisu YouTube.

## Lista utworów
- Digital download[2]

1. „Rodeo” – 2:35

- Digital download – Alle Farben Remix[6]

1. „Rodeo” (Alle Farben Remix) – 2:20

- Digital download – Stadiumx Remix[7]

1. „Rodeo” (Stadiumx Remix) [Radio Edit] – 3:16
2. „Rodeo” (Stadiumx Remix) [Extended Version] – 4:15
3. „Rodeo” – 2:35

## Notowania
| Kraj      | Lista (2023–24)                       | Najwyższa pozycja |
| --------- | ------------------------------------- | ----------------- |
| Czechy    | Rádio – Top 100                       | 2                 |
| Finlandia | Suomen virallinen lista – Radiosoitto | 5                 |
| Litwa     | Radio Hits                            | 93                |
| Polska    | OLiS – oficjalna lista airplay        | 4                 |
| Rumunia   | Radio Hits                            | 35                |
| WNP       | Radio Hits                            | 124               |

| Kraj   | Lista (2023)                   | Pozycja |
| ------ | ------------------------------ | ------- |
| Polska | OLiS – oficjalna lista airplay | 59      |

## Certyfikaty
| Kraj          | Certyfikat      | Sprzedaż |
| ------------- | --------------- | -------- |
| Polska (ZPAV) | platynowa płyta | 50 000+  |

## Wyróżnienia
| Rok  | Konkurs                  | Kategoria                   | Rezultat    |
| ---- | ------------------------ | --------------------------- | ----------- |
| 2023 | Gorąca 100               | 100 największych hitów 2023 | 98. miejsce |
| 2023 | Przebój roku RMF FM 2023 | Przebój roku                | 61. miejsce |